# (100644) 1997 VV6
(100644) 1997 VV6 es un asteroide perteneciente a la familia de Innes en el cinturón de asteroides, descubierto el 1 de noviembre de 1997 por Kin Endate y el también astrónomo Kazuro Watanabe desde el Observatorio de Kitami, Hokkaidō, Japón.

## Designación y nombre
Designado provisionalmente como 1997 VV6.

## Características orbitales
1997 VV6 está situado a una distancia media del Sol de 2,598 ua, pudiendo alejarse hasta 3,042 ua y acercarse hasta 2,155 ua. Su excentricidad es 0,170 y la inclinación orbital 7,096 grados. Emplea 1530,26 días en completar una órbita alrededor del Sol.
El próximo acercamiento a la órbita terrestre se producirá el 21 de julio de 2128.

## Características físicas
La magnitud absoluta de 1997 VV6 es 15,3. Tiene 5 km de diámetro y su albedo se estima en 0,066. Está asignado al tipo espectral.